# Toto Live
«Toto Live» — це концертний відео-альбом гурту «Toto», випущений у 1992 році, лейблом «SMV Enterprises». Альбом ґрунтується на запису паризького концерту гурту, який відбувся в рамках «Planeta Tour», у концертному залі «Le Zenith». Реліз був виданий у Європі на VHS.
Фактично цей запис більше не передавався. Також існує відео-версія цього виступу, яка була видана на DVD.

## Композиції
1. Child's Anthem
2. Africa
3. Georgy Porgy
4. I'll Be Over You
5. David Paich Solo Spot
6. I Won't Hold You Back
7. Little Wing
8. Without Your Love
9. English Eyes
10. Rosanna
11. Afraid Of Love
12. Hold The Line